# 王珉
王 珉（おう みん、1950年3月 - ）は、中華人民共和国の政治家。南京航空学院工学博士、教授。曾任中共吉林省、遼寧省委書記、省人大常委会主任。

## 経歴
安徽省淮南市出身。1985年7月、中国共産党入党。安徽省舒城県石崗公社勤務、淮南化工機械工場労働者、淮南石炭学院卒業、同学院教師、北京航空学院修士研究生、淮南石炭学院教師、南京航空学院博士研究生、同学院講師、香港理工学院訪問学者、南京航空学院副教授・教授・秘書長を経て、
- 1992年3月、南京航空学院副院長
- 1993年5月、南京航空航天大学副校長
- 1994年7月、江蘇省省長助理
- 1996年12月、江蘇省副省長
- 2002年5月、蘇州市委書記を兼務
- 2002年8月、中共江蘇省委常務委員を兼務
- 2004年10月、吉林省委副書記、省長代理
- 2005年1月、吉林省委副書記、省長
- 2006年11月、吉林省委書記（2008年1月より省人大常務委員会主任を兼務）
- 2009年11月、遼寧省委書記（2010年1月より省人大常務委員会主任を兼務）[1]
- 2015年5月、遼寧省委書記、省人大常務委員会主任とも退任
- 2015年7月、第12期全国人大教育科學文化衛生委員會副主任委員
- 2016年3月4日、王珉涉嫌嚴重違紀，目前正接受組織調查
- 中共第17期、18期中央委員
- 2017年8月4日、河南省洛陽市中級人民法院は、2004年から2016年までの間に職権を利用して1億4600万元の賄賂を受け取ったとして、無期懲役の判決を下す[2]。